# Dieter Scheidig
Dieter Scheidig (* 14. Dezember 1965 in Rudolstadt) ist ein deutscher Museologe und Autor von Büchern zur Sepulkralkultur.

## Leben
Scheidig wuchs in Rudolstadt auf. Der Vater war Kriminalbeamter, die Mutter technische Zeichnerin. Er besuchte die Polytechnische Oberschule in Rudolstadt-West und absolvierte im Anschluss an seine Schulzeit eine Lehre als Schlosser. Nach seiner Armeezeit war er Nacht- und Tagwächter auf Schloss Heidecksburg. Ab 1988 studierte er Museologie an der Fachschule für Museologen in Leipzig. Nach dem Abschluss des Studiums arbeitete er ab 1992 als Leiter des Städtischen Regionalmuseums Bad Lobenstein. Zu dieser Zeit schrieb er erste Artikel zu regionalgeschichtlichen Themen in Tageszeitungen. 1996 beendete er ein Brückenstudium an der Hochschule für Technik, Wirtschaft und Kultur Leipzig, Fachgebiet Museologie. Neben bebilderten Monographien erschienen Texte von ihm in den Heimatjahrbüchern des Saale-Orla-Kreises, im Gothaischen Museums-Jahrbuch und den Rudolstädter Heimatheften.
Im Jahr 2000 schied er aus dem öffentlichen Dienst aus. Danach begann er erneute Studien an der Fernuniversität in Hagen und der Universität Rostock. 2010 promovierte er über ein Thema der Historischen Hilfswissenschaften sepulkralen Inhaltes. Seit 2018 publiziert Scheidig auf eigene Kosten  Erzählungen und Novellen.

## Schriften (Auswahl)
- Friedhöfe in Thüringen. Alte Gottesäcker und Totengärten. Erfurt 1997 (Bildband)
- Vom Totenhof zum Stadtfriedhof. Lobenstein 1999[2]
- Das Grabmalprojekt der Fürstin Anna-Luise von Schwarzburg-Rudolstadt auf dem Nordfriedhof der Ex-Residenz, in: Rudolstädter Heimathefte. Beiträge aus dem Landkreis Saalfeld-Rudolstadt und seiner Umgebung Band 49, (2003), Heft 9/10, S. 249–255.
- Vom Kirchhof zum Friedhof. Mecklenburgische Sepulkralgeschichte der Neuzeit (2014)[3]